# Pseudo-épillet

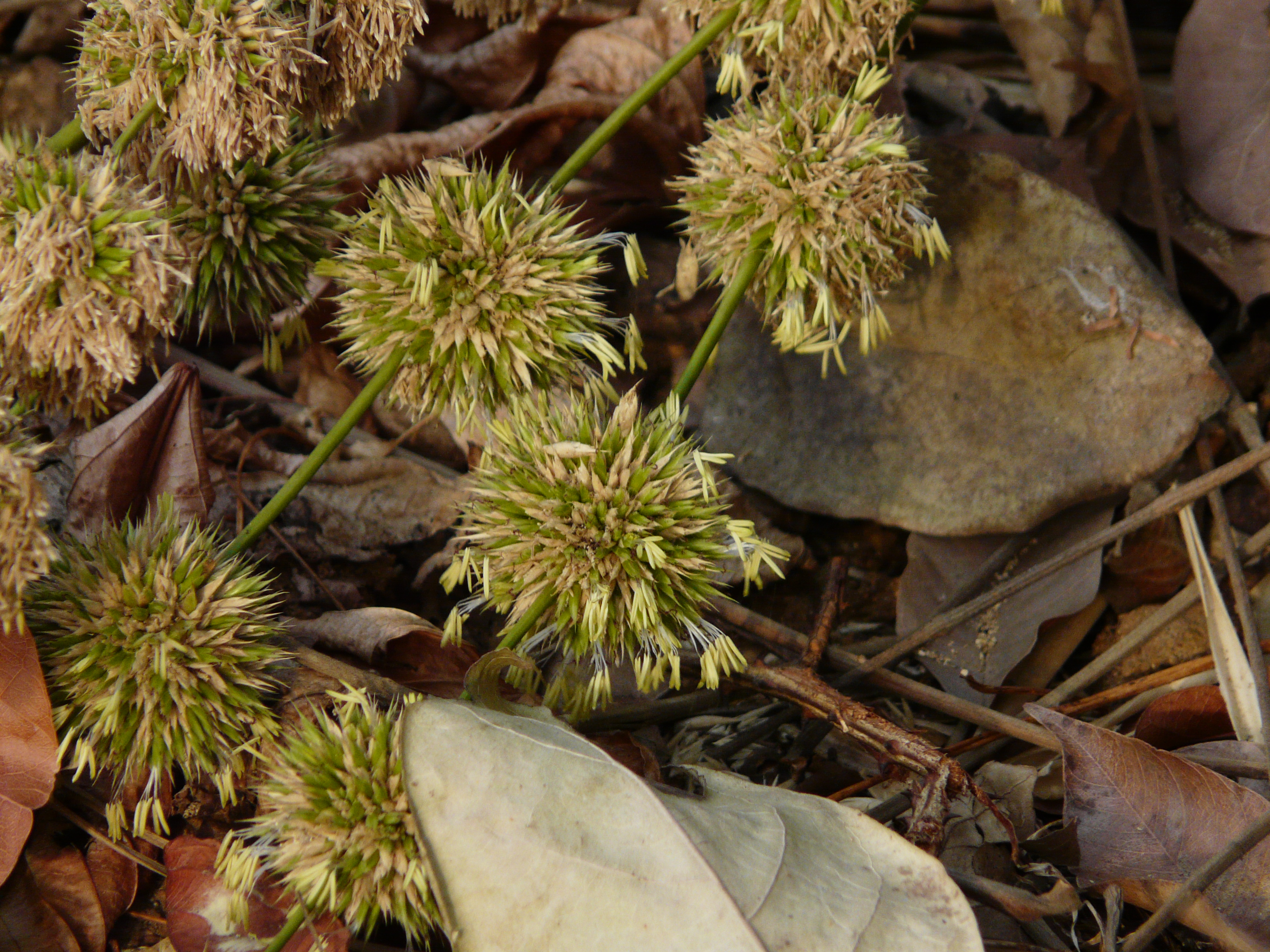
Les pseudo-épillets forment souvent des têtes globuleuses serrées (ici chez Dendrocalamus strictus).

Un pseudo-épillet est un type d'inflorescence indéterminée caractéristique de certaines espèces de bambous. Ce sont des épillets qui se distinguent de l'épillet normal des Poaceae par la présence de bourgeons végétatifs à l'aisselle des glumes extérieures, qui peuvent donner naissance à de nouveaux épillets ou à des ramifications latérales.
Ce terme a été employé pour la première fois par le botaniste américain,  McClure, en 1966 (The bamboos, a fresh perspective, Harvard University Press).
Le pseudo-épillet est l'unité de base de l'inflorescence chez plusieurs genres de bambous du Sud-Est asiatique : Bambusa, Dendrocalamus, Dinochloa, Fimbribambusa, Gigantochloa, Holttumochloa, Kinabaluchloa, Maclurochloa, Melocanna, Phyllostachys, Schizostachyum, Soejatmia, Sphaerobambos et  Thyrsostachys.